# المسلح (فلم)
المسلح (بالإنجليزية: The Gunman) فيلم حركة، وجريمة، ومغامرات أمريكي للمخرج الفرنسي بيير موريل عام 2015، كتبه دون ماكفيرسون وبيت ترافيس وشون بن، بناءً على رواية مؤلف روايات الجريمة الفرنسي جان باتريك مانشيت  "موقف مطلق النار المنبطح" الصادرة عام 1981. الفيلم من بطولة شون بن، خافيير بارديم، إدريس إلبا، مارك ريلانس، ياسمين ترينكا ، وراي وينستون  وتدور الأحداث حول جيم تيرير، المرتزق الأمريكي، الذي اغتال وزير التعدين في جمهورية الكونغو الديمقراطية عام 2006 بناءً على أوامر من شركات التعدين متعددة الجنسيات. بعد ثماني سنوات من تقاعد تيرير من عمل المرتزقة، يصبح هو والأشخاص المقربون منه أهدافًا لفرق الاغتيال التي أرسلتها شركة أمنية قوية متعددة الجنسيات، وعليه أن يقاتل من أجل البقاء على قيد الحياة.
أصدرت شركة "أفلام أوبن رود" الفيلم في 20 مارس 2015 إلى دور العرض الأمريكية، كما صدر إلى دور العرض البريطانية في 16 فبراير 2015.
كان الفيلم قنبلة شباك التذاكر، (اصطلاح يطلق على الفيلم الغير مربح، والفاشل في دور العرض)، حيث بلغ إجمالي أرباحه 24 مليون دولار فقط مقابل ميزانية قدرها 40 مليون دولار وتلقى استقبالًا نقديًا سيئًا.
منح موقع قاعدة بيانات الأفلام على الإنترنت (IMDB) الفيلم درجة 5.8/ 10.
منح موقع قاعدة بيانات الأفلام العربية "السينما.كوم" الفيلم درجة 5.3/ 10.

## طاقم التمثيل
شون بن: في دور جيم تيرير
خافيير بارديم: في دور فيليكس مارتي
إدريس إلبا: في دور جاكي بارنز
مارك رايلانس: في دور تيرانس كوكس
ياسمين ترينكا: في دور آني
راي وينستون: في دور ستانلي
بيتر فرانزين: في دور راينيجر
بيلي بيلينجهام: في دور ريد
دانيال اديجبويجا: في دور بريسون
ادي اويفيسو: في دور يوجين 

## أحداث الفيلم
يعمل الجندي السابق في القوات الأمريكية الخاصة الأمريكية جيم تيرير (شون بن) ضمن أفراد المرتزقة للعمليات السوداء. وهو جزء من فريق نشرته شركة في جمهورية الكونغو الديمقراطية في عام 2006، تحت غطاء توفير الأمن للمشاريع المحلية. يقع جيم في حب آني (ياسمين ترينكا)، زميلته الوافدة التي تعمل طبيبة في منظمة غير حكومية في مستشفى محلي. خلال هذه الفترة، وعلى الرغم من أن الحرب الأهلية تسببت في دمار في البلاد، تواصل شركات التعدين الكبيرة متعددة الجنسيات الاستفادة من مشاريع التعدين في البلاد. يعلن وزير التعدين في الكونغوعن خططه لإعلان أن العقود مع شركات التعدين غير عادلة ويعتزم إعادة التفاوض على الشروط، وهكذا تقوم شركات التعدين بتوظيف فريق جيم لاغتيال الوزير لضمان وصولهم إلى الموارد المعدنية الغنية. يطلق القناص جيم تيرير الرصاصة القاتلة ويهرب من إفريقيا حسب التعليمات، تاركًا آني وراءه في رعاية فيليكس مارتي (خافيير بارديم). يتقاعد تيرير من مهنته كمرتزقة ويعود بعد ثماني سنوات إلى جمهورية الكونغو الديمقراطية كعامل في منظمة خيرية لبناء الآبار. تهاجم فرقة اغتيال محلية موقع عمل جيم لقتله، ولكنه يتمكن من قتلهم جميعًا. أثناء تفتيش جثث المهاجمين، يجد دلائل على أن الهجوم لم يكن عشوائيًا وأنه كان الهدف. يهرب تيرير إلى لندن للقاء زميله المرتزق السابق ستانلي (راي وينستون)، ويكتشف أن تيرانس كوكس (مارك رايلانس)، رئيسهم السابق في إغتيال الكونغو، قد شكل شركة أمنية دولية كبيرة تقدم خدماتها لعملاء كبار، مثل البنتاغون. يكتشف أيضاً أن رئيس الشركة يريد القضاء على جميع الأعضاء السابقين في فرقة الاغتيال لأن الكشف عن أنشطتهم السابقة قد يعيق تطوير الشركة الجديدة. تطارد فرق الشركة الناجحة تيرير على مدار الساعة، وتقتل أصدقائه وتختطف آني.
يحتفظ تيرير بمستندات ومقاطع مصورة شديدة الخطورة يمكن أن تكشف عن دور كوكس في اغتيال الكونغو ويستخدمها لتهديد كوكس وفريقه بفضح تواطؤهم ما لم يستبدلوا آني بالأدلة، بينما يعقد تيرير، سراً، صفقة مع الإنتربول لتقديم أدلة للمساعدة في تحقيقهم المستمر. يعاني تيرير من آثار صدمة لرأسه بسبب ماضيه العنيف، ولكنه ينجح في هزيمة المرتزقة ذوي الخبرة الذين أرسلوا لقتله. يكافح تيرير لمساعدة آني على الهروب إلى بر الأمان، ويتمكن من إطلاق النار على كوكس، ويصل ضباط الإنتربول ويأخذون تيرير إلى الحجز، ويعده العميل جاكي بارنز (إدريس إلبا) بفعل ما في وسعه لمساعدة تيرير على تجنب قضاء عقوبة في السجن أكثر من اللازم. ينتهي الفيلم بترير وقد تعافى وأُطلق سراحه من السجن، ويلحق بحبيبته آني في جمهورية الكونغو.

## إنتاج الفيلم
دخل المخرج الفرنسي بيير موريل، مخرج فيلم اختطاف 2008، في مفاوضات، يناير 2013، لإخراج فيلم عن كتاب الفرنسي جان باتريك مانشيت "موقف مطلق النار المنبطح" لصالح شركة "سيلفر بيكتشرز" مع تمويل كامل من "ستوديو كنال" التي باعت الحقوق أثناء مهرجان كان السينمائي 2013.
ذكرت صحيفة "ديدلاين هوليوود"، في مايو 2013، أن خافيير بارديم سيلعب دور الشرير في الفيلم. وفي يونيو انضم راي وينستون إلى المشروع، واختيرت الممثلة الإيطالية ياسمين ترينكا في دور البطولة، ولعب بارديم دور زوج ترينكا، ولعب إدريس إلبا دور عميل غامض. حصلت شركة اوبن رود، في 8 مايو 2014، على حقوق توزيع الفيلم في الولايات المتحدة.
بدأ التصوير الرئيسي في ربيع 2013 في برشلونة ولوغرونيو، إسبانيا؛ جبل طارق. وفي كيب تاون، جنوب أفريقيا؛ و ويمبلدون ستوديوز، إنجلترا.

## استقبال الفيلم
منح موقع "الطماطم الفاسدة" الفيلم تقييماً مقداره 17% بناءاً على آراء 171 ناقداً سينمائياً، وكتب إجماع نقاد الموقع: "مع حبكة غير ملهمة ومقاطع روتينية طغت عليها بنية نجمها، يثبت "المسلح" خطأ مشوشًا في حقيقة "بطل أفلام الأكشن الذي تخطى الخمسين"، بينما منح موقع "ميتاكريتيك" الفيلم تقييماً مقداره 39% بناءاً على آراء 41 ناقداً سينمائياً.
الجماهير استطلعت آراؤهم شركة "سينما سكور" منحت الفيلم درجة (+ B) على مقياس من (+ A) إلى (F).
وصف جاي لودج من مجلة فاريتي الفيلم بأنه "فيلم إثارة عن ظهر قلب وبلا روح دعابة" و "محاولة غير مقنعة بشكل واضح لإعادة تشكيل النجم - الذي شارك أيضًا في الكتابة والإنتاج - كبطل أكشن في منتصف العمر في قالب ليام نيسون." كتب هورنادي من صحيفة واشنطن بوست: "قد يبدأ "المسلح" كنوع من التمرين لغرض واعد، لكن ينتهي به الأمر إلى كونه مجرد هراء."

## وصلات خارجية
https://elcinema.com/work/2022056 المسلح (فيلم)
https://www.imdb.com/title/tt2515034/ المسلح (فيلم)
https://letterboxd.com/film/the-gunman-2015/ المسلح (فيلم)
https://www.blu-ray.com/The-Gunman/333413/ المسلح (فيلم)
https://www.filmaffinity.com/us/film404455.html المسلح (فيلم)
https://www.allmovie.com/movie/the-gunman-v577114 المسلح (فيلم)
https://www.themoviedb.org/movie/266396-the-gunman المسلح (فيلم)
https://www.allocine.fr/film/fichefilm_gen_cfilm=215648.html المسلح (فلم)